# Mursa albonotata
Mursa albonotata là một loài bướm đêm trong họ Noctuidae.